# Fehriye Erdal
Fehriye Erdal est née le 25 février 1977 à Adana, en Turquie. Étudiante à Istanbul, elle adhère au DHKP-C, une organisation d'extrême gauche accusée d'avoir assassiné en 1996 l'homme d'affaires Ozdemir Sabanci et deux de ses collaborateurs dans les locaux de la holding qui porte son nom. Travaillant comme hôtesse sur les lieux, Fehriye est suspectée de complicité dans une action terroriste. Elle s'enfuit en Belgique où elle est arrêtée le 26 septembre 1999 lors d'une saisie d'armes dont un autre sympathisant du DHKP-C a reconnu être propriétaire. La Turquie réclamant son extradition, Fehriye est maintenue en prison puis, en attendant son procès, mise en résidence surveillée. Des menaces pouvant peser sur sa vie, son adresse est tenue secrète et changée à diverses reprises à la suite d'indiscrétions.
Le 14 mars 2006, elle est condamnée à quatre ans de prison pour association de malfaiteurs. Fehriye Erdal, qui avait auparavant demandé le statut de réfugiée politique et ne pouvait, en principe, pas être extradée, s'est enfuie de sa résidence surveillée. À la suite des soupçons d'aides des autorités belges dans cette fuite, les ministres de la Justice et de l'Intérieur belges, embarrassés, diligenteront une enquête, qui reste sans résultat jusqu'à maintenant. Lors du procès en appel, Erdal, toujours en fuite est condamnée à deux ans de prison avec sursis.
Le 20 février 2017, Fehriye Erdal, toujours en fuite, est condamnée par contumace à 15 ans de réclusion criminelle pour triple assassinat par le tribunal correctionnel de Bruges.